# Olympische Sommerspiele 1936/Gewichtheben – Federgewicht (Männer)
Das Gewichtheben im Federgewicht bei den Olympischen Sommerspielen 1936 in Berlin wurde am 2. August in der Deutschlandhalle ausgetragen.

## Wettkampfformat
Die Athleten traten im sogenannten Dreikampf gegeneinander an. Dieser bestand aus den Disziplinen Drücken, Reißen und Stoßen. Jeder Athlet hatte für jede der drei Disziplinen drei Versuche, der beste Versuch einer jeden Disziplin wurde gewertet und mit den anderen addiert. Sieger war der Athlet, welcher hieraus das meiste Gesamtgewicht vorweisen konnte.

## Neue Rekorde
Während des Wettkampfs wurde sieben Mal ein olympischer Rekord aufgestellt.
| Olympischer Rekord | Drücken | Anthony Terlazzo ( Vereinigte Staaten) | 92,5 kg  |
| Olympischer Rekord | Drücken | Georg Liebsch ( Deutsches Reich)       | 92,5 kg  |
| Olympischer Rekord | Reißen  | Anthony Terlazzo ( Vereinigte Staaten) | 97,5 kg  |
| Olympischer Rekord | Reißen  | Anton Richter ( Österreich)            | 97,5 kg  |
| Olympischer Rekord | Stoßen  | Saleh Soliman ( Ägypten)               | 125,0 kg |
| Olympischer Rekord | Stoßen  | Ibrahim Shams ( Ägypten)               | 125,0 kg |
| Olympischer Rekord | Gesamt  | Anthony Terlazzo ( Vereinigte Staaten) | 312,5 kg |

## Ergebnisse
| Rang | Athlet            | Nation             | Kgw. | Drücken (kg) | Drücken (kg) | Drücken (kg) | Drücken (kg) | Reißen (kg) | Reißen (kg) | Reißen (kg) | Reißen (kg) | Stoßen (kg) | Stoßen (kg) | Stoßen (kg) | Stoßen (kg) | Gesamt (kg) |
| Rang | Athlet            | Nation             | Kgw. | 1            | 2            | 3            | Erg.         | 1           | 2           | 3           | Erg.        | 1           | 2           | 3           | Erg.        | Gesamt (kg) |
| ---- | ----------------- | ------------------ | ---- | ------------ | ------------ | ------------ | ------------ | ----------- | ----------- | ----------- | ----------- | ----------- | ----------- | ----------- | ----------- | ----------- |
| 1    | Anthony Terlazzo  | Vereinigte Staaten | 60,0 | 87,5         | 92,5         | 95,0         | 92,5 OR      | 90,0        | 95,0        | 97,5        | 97,5 OR     | 122,5       | 127,5       | 127,5       | 122,5       | 312,5 OR    |
| 2    | Saleh Soliman     | Ägypten            | 59,5 | 77,5         | 82,5         | 85,0         | 85,0         | 87,5        | 92,5        | 95,0        | 95,0        | 115,0       | 122,5       | 125,0       | 125 OR      | 305,0       |
| 3    | Ibrahim Shams     | Ägypten            | 59,5 | 72,5         | 77,5         | 80,0         | 80,0         | 90,0        | 95,0        | 97,5        | 95,0        | 120,0       | 125,0       | 127,5       | 125 OR      | 300,0       |
| 4    | Anton Richter     | Österreich         | 59,8 | 72,5         | 77,5         | 80,0         | 80,0         | 90,0        | 95,0        | 97,5        | 97,5 OR     | 120,0       | 125,0       | 125,0       | 120,0       | 297,5       |
| 5    | Georg Liebsch     | Deutsches Reich    | 59,4 | 87,5         | 92,5         | 95,0         | 92,5 OR      | 85,0        | 90,0        | 90,0        | 90,0        | 107,5       | 112,5       | 112,5       | 107,5       | 290,0       |
| 6    | Attilio Bescapè   | Königreich Italien | 60,0 | 80,0         | 85,0         | 87,5         | 85,0         | 85,0        | 90,0        | 92,5        | 90,0        | 110,0       | 110,0       | 115,0       | 110,0       | 287,5       |
| 7    | John Terry        | Vereinigte Staaten | 60,0 | 75,0         | 80,0         | 80,0         | 75,0         | 87,5        | 92,5        | 92,5        | 92,5        | 115,0       | 120,0       | 120,0       | 120,0       | 287,5       |
| 8    | Max Walter        | Deutsches Reich    | 59,0 | 75,0         | 80           | 80,0         | 75,0         | 90,0        | 90,0        | 90,0        | 90,0        | 115,0       | 122,5       | 122,5       | 115,0       | 280,0       |
| 9    | Umberto Brizzi    | Königreich Italien | 60,0 | 80,0         | 85,0         | 87,5         | 85,0         | 75,0        | 80,0        | 82,5        | 82,5        | 110,0       | 110,0       | 115,0       | 110,0       | 277,5       |
| 10   | Marcel Baril      | Frankreich         | 60,0 | 70,0         | 75,0         | 77,5         | 75,0         | 82,5        | 87,5        | 87,5        | 87,5        | 110,0       | 112,5       | 115,0       | 112,5       | 275,0       |
| 11   | Antoine Verdu     | Frankreich         | 60,0 | 72,5         | 77,5         | 80,0         | 77,5         | 82,5        | 87,5        | 90,0        | 87,5        | 110,0       | 110,0       | 110,0       | 110,0       | 275,0       |
| 12   | Mathias Zahradka  | Österreich         | 59,7 | 75,0         | 80,0         | 82,5         | 80,0         | 82,5        | 87,5        | 87,5        | 82,5        | 105,0       | 110,0       | 110,0       | 110,0       | 272,5       |
| 13   | Erm Lund          | Estland            | 59,8 | 67,5         | 72,5         | 75,0         | 72,5         | 80,0        | 85,0        | 85,0        | 85,0        | 107,5       | 112,5       | 117,5       | 112,5       | 270,0       |
| 14   | Alois Rigert      | Schweiz            | 59,9 | 75,0         | 85,0         | 87,5         | 85,0         | 75,0        | 75,0        | 80,0        | 80,0        | 100,0       | 105,0       | 105,0       | 105,0       | 270,0       |
| 15   | Norman Holroyd    | Großbritannien     | 58,8 | 67,5         | 72,5         | 75,0         | 72,5         | 70,0        | 75,0        | 80,0        | 80,0        | 105,0       | 112,5       | 112,5       | 105,0       | 262,5       |
| 16   | Wong Seahkee      | China              | 58,6 | 65,0         | 70,0         | 72,5         | 70,0         | 75,0        | -           | -           | 75,0        | 105,0       | 115,0       | 115,0       | 105,0       | 255,0       |
| 17   | Jenő Kuti         | Ungarn             | 59,4 | 70,0         | 75,0         | 75,0         | 75,0         | 70,0        | 75,0        | 77,5        | 77,5        | 90,0        | 95,0        | 100,0       | 100,0       | 252,5       |
| 18   | František Šimůnek | Tschechoslowakei   | 60,0 | 65,0         | 70,0         | 72,5         | 70,0         | 75,0        | 75,0        | 80,0        | 80,0        | 95,0        | 100,0       | 105,0       | 100,0       | 250,0       |
| 19   | Fred Marsh        | Großbritannien     | 59,4 | 67,5         | 72,5         | 72,5         | 67,5         | 77,5        | 82,5        | 82,5        | 77,5        | 102,5       | 107,5       | 110,0       | 102,5       | 247,5       |
| 20   | Seng Liang        | China              | 59,4 | 72,5         | -            | -            | 72,5         | 70,0        | 75,0        | 80,0        | 75,0        | 90,0        | 95,0        | 100,0       | 95,0        | 247,5       |
| 21   | Franz Conrad      | Luxemburg          | 58,4 | 65,0         | 70,0         | 72,5         | 65,0         | 65,0        | -           | -           | 65,0        | 90,0        | 90,0        | 90,0        | 90,0        | 220,0       |